# Zakrzewska Osada
Zakrzewska Osada – wieś w Polsce położona w województwie kujawsko-pomorskim, w powiecie sępoleńskim, w gminie Więcbork. Wieś położona nad jeziorem Zakrzewskim.
| SIMC    | Nazwa                   | Rodzaj    |
| ------- | ----------------------- | --------- |
| 0100144 | Dwanaście Apostołów     | część wsi |
| 0100150 | Nowy Świat              | część wsi |
| 0100167 | Zakrzewskie Wybudowania | część wsi |

Badania archeologiczne są prowadzone w okolicy wsi od roku 1999, kiedy miejscowi rolnicy (Mirosław Guzy, Bartosz Golański oraz Jędrzej i Krzysztof Kucharscy) przypadkowo odkryli urnę. Znaleziono wielokulturowe cmentarzyska, sięgające od neolitu, poprzez kultury epoki żelaza (halsztacką, lateńską, wielbarską i pomorską) aż do okresu wpływów rzymskich. Znaleziono m.in. groby jamowe i popielnicowe z okresu kultury grobów kloszowych, czy zapinki z epoki brązu.
Pierwsza informacja z czasów historycznych o miejscowości pochodzi z roku 1505. W latach 1975–1998 miejscowość administracyjnie należała do województwa bydgoskiego. Według Narodowego Spisu Powszechnego (III 2011 r.) liczyła 224 mieszkańców. Jest jedenastą co do wielkości miejscowością gminy Więcbork.